# Paysonia
Paysonia là chi thực vật có hoa trong họ Cải.